# Lincoln (película)
Lincoln es una película épica estadounidense de drama histórico dirigida por Steven Spielberg, protagonizada por Daniel Day-Lewis como el Presidente de los Estados Unidos Abraham Lincoln, y con Sally Field como Mary Todd Lincoln. El guion de Tony Kushner se basa en parte de la biografía escrita por Doris Kearns Goodwin, Team of Rivals: The Political Genius of Abraham Lincoln, y cubre los últimos cuatro meses de la vida de Lincoln, centrándose en los esfuerzos del presidente en enero de 1865 para que la Decimotercera Enmienda a la Constitución de los Estados Unidos fuera aprobada por la Cámara de Representantes de Estados Unidos.
La película fue producida por Spielberg y su frecuente colaboradora, Kathleen Kennedy. El rodaje comenzó el 17 de octubre de 2011 y terminó el 19 de diciembre de ese año. Se estrenó el 8 de octubre de 2012 en el Festival de Cine de Nueva York. La película fue coproducida por DreamWorks Pictures y Participant Media, siendo estrenada en cines en los Estados Unidos por Touchstone Pictures limitadamente el 9 de noviembre de 2012, y solo una semana después, el 16 de noviembre llegó el estreno masivo. Lincoln fue estrenada el 25 de enero de 2013, con distribución en territorios internacionales, entre ellos el Reino Unido, por la 20th Century Fox.
Lincoln recibió elogios de la crítica, con gran alabanza dirigida al desempeño de Day-Lewis. En diciembre de 2012, la película fue nominada a siete Globos de Oro, incluyendo Mejor película de drama, Mejor director para Spielberg y a Mejor actor para Day-Lewis, quien consiguió este galardón. En la 85ª edición de los Premios de la Academia, el largometraje fue nominado en doce categorías, incluyendo a Mejor película, de las cuales venció en los apartados de Mejor diseño de producción y Mejor actor para Daniel Day-Lewis. La cinta fue además un éxito comercial, recaudando más de $275 millones de dólares en taquilla a nivel internacional.

## Argumento
En enero de 1865, el presidente Abraham Lincoln espera que la Guerra Civil termine dentro de un mes. Sin embargo, está preocupado porque su Proclamación de Emancipación sea descartada por los tribunales una vez que la guerra haya terminado, la Decimotercera Enmienda sea derrotada y regresen los estados esclavistas. Lincoln cree que es imprescindible aprobar la enmienda al final del mes, eliminando así cualquier posibilidad de que los esclavos que ya han sido liberados puedan volver a ser esclavizados. Los republicanos radicales temen que la modificación simplemente sea derrotada por algunos que desean retrasar su puesta en vigor, ya que aún no está garantizado que los estados de la frontera vayan a apoyarla, o bien dan prioridad a la cuestión de poner fin a la guerra. Incluso si todos ellos son llevados finalmente a bordo, la enmienda todavía requerirá el apoyo de varios congresistas demócratas si ha de pasar. Con docenas de demócratas que acaban de convertirse en patos cojos tras salir perdedores en sus campañas de reelección en el otoño de 1864, algunos de los asesores de Lincoln creen que el presidente debe esperar hasta que el nuevo Congreso haya tomado posesión, lo que probablemente allanaría el camino a su propuesta de modificación. Lincoln, sin embargo, se mantiene firme en lo tocante a que la enmienda esté en vigor y el tema de la esclavitud haya quedado legislado definitivamente antes de que concluya la guerra y se lleve a cabo la readmisión en la Unión de los estados del sur.
Las esperanzas de Lincoln para la aprobación de la enmienda se basan en el apoyo de Francis Preston Blair, uno de los fundadores del Partido Republicano, cuya influencia puede asegurar que todos los miembros de la facción republicana conservadora occidental y de estados fronterizos respaldarán la enmienda. Con la victoria de la Unión en la guerra civil, que parece muy probable y muy esperada, pero todavía no es un hecho plenamente consumado, Blair está dispuesto a poner fin a las hostilidades tan pronto como sea posible. Por lo tanto, a cambio de su apoyo, Blair insiste en que Lincoln le permita participar de inmediato en las negociaciones de paz. Esta es una complicación para los esfuerzos de modificación de Lincoln ya que él sabe que una parte importante del apoyo que ha obtenido de la modificación es de la facción radical republicana para quien una paz negociada que deja intacta la esclavitud es moralmente inaceptable. No se puede continuar sin el apoyo de Blair, sin embargo, Lincoln autoriza a regañadientes la misión de Blair.
Mientras tanto, Lincoln y el Secretario de Estado William H. Seward trabajan en el tema de asegurar los votos demócratas necesarios para la enmienda. Lincoln sugiere que se concentren en los demócratas del presidente saliente, puesto que ya han perdido la reelección y así se sentirán libres de votar como les plazca, en lugar de tener que preocuparse de cómo su voto va a afectar una futura campaña de reelección. Como estos últimos también estarán pronto en la necesidad de empleo y Lincoln tendrá muchos empleos federales para llenar a medida que comienza su segundo mandato, que ve esto como una herramienta que puede utilizar para su ventaja. Aunque Lincoln y Seward están dispuestos a ofrecer sobornos monetarios a los demócratas, autorizan a los agentes a ir en silencio y contactar a congresistas demócratas con ofertas de empleos federales a cambio de su voto a favor de la enmienda.
Con los enviados de la Confederación listos para reunirse con Lincoln, él les ordena mantenerse fuera de Washington , ya que la enmienda se acerca a un voto en la Cámara. En el momento de la verdad, Thaddeus Stevens decide moderar sus declaraciones sobre la igualdad racial para ayudar a las posibilidades de la aprobación de la enmienda. Circula el rumor de que hay representantes de la Confederación en Washington listos para hablar de la paz, lo que lleva tanto a los demócratas como a los republicanos conservadores a defender el aplazamiento de la votación sobre la enmienda. Lincoln niega explícitamente que esos emisarios estén o vayan a estar en la ciudad -con lo que técnicamente no está faltando a la verdad, ya que él les había ordenado que se mantuvieran lejos- y la enmienda termina siendo aprobada por un margen de dos votos.
Cuando Lincoln se reúne posteriormente con los confederados, les dice que la esclavitud no se restablecerá, que el Norte se ha unido a la ratificación de la enmienda, y que algunas de las legislaturas de los estados del sur serán remodeladas. El 3 de abril visita el campo de batalla en Petersburg, Virginia, donde intercambia unas palabras con el general Grant. Seis días más tarde, Grant recibe la rendición del General Lee.
El 14 de abril, Lincoln está reunido con miembros de su gabinete, discutiendo posibles medidas futuras para facultar a los negros cuando se le recuerda que la primera dama está esperando para llevarlos a su velada en el Teatro Ford. Él dice: «Supongo que es hora de ir, aunque preferiría quedarme». Después es asesinado por John Wilkes Booth mientras asiste a una representación de la obra Our American Cousin. A la mañana siguiente, en la Casa Petersen, un médico anuncia que Lincoln ha muerto y entonces el Secretario de Guerra de los Estados Unidos Edwin M. Stanton proclama: "Ahora pertenece a la historia". La película concluye en un flashback durante el que Lincoln pronuncia su segundo discurso inaugural.

## Reparto

### Familia Lincoln
- Daniel Day-Lewis como el presidente Abraham Lincoln. La productora Kathleen Kennedy describió la actuación de Day-Lewis como "notable" cuando había transcurrido el 75% de la filmación, y dijo: «Todos los días te da escalofríos pensar que Lincoln está sentado justo enfrente de ti». Kennedy explicó que para su actuación Day-Lewis se sumergía por completo en el papel: «Está totalmente metido en su personaje durante todo el día, pero al final del día vuelve a estar accesible, una vez que puede salirse de él y no sentir que... Quiero decir, ha hecho grandes escenas con cantidades ingentes de diálogo y necesita permanecer en el personaje, ya que es la película se centra en obtener los mejores resultados posibles». Su actuación como Abraham Lincoln le valió su tercer Premio de la Academia al Mejor Actor.
- Sally Field como la primera dama Mary Todd Lincoln. Su participación se anunció por primera en septiembre de 2007, pero se unió oficialmente al elenco en abril de 2011. [14] Según ella misma, "tener la oportunidad de trabajar con Steven Spielberg y Daniel Day-Lewis y representar a una de las mujeres más complicadas y con más matices de la historia americana es todo lo bueno que se puede imaginar". [15] Spielberg afirmó: «Ella siempre ha sido mi primera opción para retratar toda la fragilidad y complejidad que tuvo Mary Todd Lincoln». [16] Su actuación como Mary Todd Lincoln le valió una nominación para el Oscar a la mejor actriz de reparto.
- Gloria Reuben como Elizabeth Keckley. Keckley era una ex esclava que fue criada y confidente de Mary Todd Lincoln.

- Joseph Gordon-Levitt como Robert Todd Lincoln. Robert Lincoln había abandonado hacía poco sus estudios en la Escuela de Derecho de Harvard cuando fue nombrado capitán del ejército de la Unión y asistente personal del general Grant. El 14 de abril de 1865 volvió a la Casa Blanca a visitar a su familia. Su padre fue asesinado esa misma noche.
- Gulliver McGrath como Thomas Tad Lincoln.
- Stephen Mckinley Henderson como ayuda de cámara de Lincoln William Slade.
- Elizabeth Marvel como la señora Jolly.

### Ejército de la Unión
- Adam Driver como Samuel Beckwith, el operador de telégrafo Lincoln, también operador de la historia de Grant, futuro Capitán de las Fuerzas Armadas de los Estados Unidos
- Jared Harris como el general Ulysses S. Grant.
- Asa-Lucas Twocrow como teniente coronel Ely S. Parker (a los indios norteamericanos), Secretario Militar a Ulysses S. Grant y al redactor de los términos del ejército confederado rendición de Appomattox Court House.
- Colman Domingo como el soldado Harold Green.
- David Oyelowo como el cabo Ira Clark.
- Lukas Haas como primer soldado blanco.
- Dane DeHaan como segundo soldado blanco.

### Casa Blanca
- David Strathairn como el Secretario de Estado William H. Seward.
- Bruce McGill como el Secretario de Guerra Edwin M. Stanton.
- Joseph Cross como el mayor John Hay, secretario militar de Lincoln.
- Jeremy Strong como John George Nicolay, secretario privado de Lincoln.
- Grainger Hines como el Secretario de la Armada Gideon Welles.
- Richard Topol como el Fiscal General James Speed.
- Dakin Matthews como el secretario de Interior John Palmer Usher.
- Walt Smith como el secretario de Hacienda William P. Fessenden.
- James Ike Eichling como el Director General de Correos William Dennison.

### Cámara de Representantes
- Tommy Lee Jones como el congresista republicano Thaddeus Stevens de Pensilvania. Líder de los republicanos radicales y ferviente abolicionista, Stevens temía que apoyar a Lincoln sería «darle la espalda a la emancipación». El rendimiento de Jones como Stevens le valió una nominación para el Oscar al mejor actor de reparto.
- Lee Pace como el congresista demócrata y fogoso orador Fernando Wood de Nueva York.
- Peter McRobbie  como el congresista demócrata George H. Pendleton de Ohio, líder de la oposición democrática.
- Bill Raymond como el Presidente de la Cámara de Representantes Schuyler Colfax de Indiana, un republicano.
- David Costabile como el congresista republicano James Ashley de Ohio.
- Stephen Spinella como radical congresista republicano Asa Vintner Litton
- Michael Stuhlbarg como el congresista demócrata George Yeaman de Kentucky.
- Boris McGiver como el congresista demócrata Alexander Coffroth de Pensilvania.
- Walton Goggins como el congresista demócrata Arcilla Hawkins de Ohio. Un personaje compuesto a base de los 16 demócratas que rompieron con su partido para emitir votos decisivos a favor de la Decimotercera Enmienda a la Constitución de los Estados Unidos, que abolió la esclavitud.
- David Warshofsky como el congresista William Hutton, cuyo hermano murió en la guerra.
- Michael Stanton Kennedy como el congresista republicano Hiram Precio de Iowa.
- Christopher Evan Welch como el Secretario de la Cámara Edward McPherson.

### Partido Republicano
- Hal Holbrook como Francis Preston Blair. Blair fue un influyente político republicano que intentó organizar un acuerdo de paz entre la Unión y la Confederación. Holbrook había interpretado anteriormente a Lincoln en la miniserie Lincoln de Carl Sandburg, y en la década de 1980 en la miniserie El Norte y el Sur.
- James Spader como Partido Republicano operativa William N. Bilbo. Bilbo había sido encarcelado, pero fue liberado por Lincoln, y luego ejerció presión en favor de que se aprobara por la Decimotercera Enmienda a la Constitución de los Estados Unidos.

- Tim Blake Nelson como el cabildero Richard Schell. Schell era un cabildero demócrata que colaboró con los republicanos a fin de obtener votos en la Cámara para la aprobación de la Decimotercera Enmienda.
- John Hawkes como el coronel Robert Latham, un operativo republicano.
- Byron Jennings como el republicano conservador Montgomery Blair, hijo de Francis Preston Blair.
- Julie White como Elizabeth Blair Lee. Hija de Francis Preston Blair, Lee escribió cientos de cartas que documentan los acontecimientos durante la Guerra Civil.
- S. Epatha Merkerson como Lydia Smith, el ama de llaves birracial de Thaddeus Stevens.
- Wayne Duvall como el senador republicano radical Benjamin "Ben Bluff" Wade.
- John Hutton como el senador Charles Sumner.

### Estados Confederados
- Jackie Earle Haley como Alexander H. Stephens, vicepresidente de la Confederación. Stephens había servido con Lincoln en el Congreso desde 1847 hasta 1849. Se reunió con él a bordo del vapor River Queen en la fracasada Conferencia de Hampton Roads el 3 de febrero de 1865.
- Gregory Itzin como John Archibald Campbell. Campbell era un exjuez del Tribunal Supremo que dimitió al inicio de la guerra y luego se desempeñó como Subsecretario de Guerra en el gobierno de la Confederación. También formó parte de la delegación de esta que se reunió con Lincoln en la Conferencia de Hampton Roads.
- Michael Shiflett como Robert T. Hunter, presidente del Senado y tercer delegado de la Confederación en la Conferencia de Hampton Roads.
- Christopher Boyer (papel sin diálogo) como Robert E. Lee.

## Clasificación por edades
| País           | Calificación |
| -------------- | ------------ |
| Alemania       | 12           |
| Argentina      | 13           |
| Australia      | M            |
| Brasil         | 12           |
| Canadá         | PG (Ontario) |
| Chile          | TE           |
| Corea del Sur  | 12           |
| España         | (NRM7)       |
| Estados Unidos | PG-13        |
| Filipinas      | PG-13        |
| Finlandia      | K-12         |
| Switzerland    | 14           |
| Italia         | T            |

| País         | Calificación |
| ------------ | ------------ |
| Francia      | U            |
| Islandia     | 12           |
| India        | U            |
| México       | A            |
| Noruega      | 11           |
| Países Bajos | 12           |
| Perú         | 14           |
| Portugal     | M/12         |
| Reino Unido  | 15           |
| Singapur     | PG13         |
| Suecia       | 11           |
| Colombia     | 12           |
| Puerto Rico  | PG-13        |
| China        | 13           |
| Japón        | G            |

## Premios
| Premio/Festival                  | Ceremonia               | Categoría                     | Nominados                                            | Resultado | Ref.  |
| -------------------------------- | ----------------------- | ----------------------------- | ---------------------------------------------------- | --------- | ----- |
| Premios BAFTA                    | 10 de febrero de 2013   | Mejor película                | Lincoln                                              | Nominada  | [ 2 ] |
| Premios BAFTA                    | 10 de febrero de 2013   | Mejor guion adaptado          | Tony Kushner                                         | Nominado  | [ 2 ] |
| Premios BAFTA                    | 10 de febrero de 2013   | Mejor actor                   | Daniel Day-Lewis                                     | Ganador   | [ 2 ] |
| Premios BAFTA                    | 10 de febrero de 2013   | Mejor actor de reparto        | Tommy Lee Jones                                      | Nominado  | [ 2 ] |
| Premios BAFTA                    | 10 de febrero de 2013   | Mejor actriz de reparto       | Sally Field                                          | Nominada  | [ 2 ] |
| Premios BAFTA                    | 10 de febrero de 2013   | Mejor música original         | John Williams                                        | Nominado  | [ 2 ] |
| Premios BAFTA                    | 10 de febrero de 2013   | Mejor diseño de producción    | Rick Carter, Jim Erickson                            | Nominados | [ 2 ] |
| Premios BAFTA                    | 10 de febrero de 2013   | Mejor fotografía              | Janusz Kamiński                                      | Nominado  | [ 2 ] |
| Premios BAFTA                    | 10 de febrero de 2013   | Mejor diseño de vestuario     | Joanna Johnston                                      | Nominada  | [ 2 ] |
| Premios BAFTA                    | 10 de febrero de 2013   | Mejor maquillaje y peluquería | Lois Burwell, Kay Georgiou                           | Nominado  | [ 2 ] |
| Critics' Choice Movie Award      | 10 de enero de 2013     | Mejor película                | Lincoln                                              | Nominada  | [ 3 ] |
| Critics' Choice Movie Award      | 10 de enero de 2013     | Mejor director                | Steven Spielberg                                     | Nominado  | [ 3 ] |
| Critics' Choice Movie Award      | 10 de enero de 2013     | Mejor guion adaptado          | Tony Kushner                                         | Ganador   | [ 3 ] |
| Critics' Choice Movie Award      | 10 de enero de 2013     | Mejor actor                   | Daniel Day-Lewis                                     | Ganador   | [ 3 ] |
| Critics' Choice Movie Award      | 10 de enero de 2013     | Mejor actor de reparto        | Tommy Lee Jones                                      | Nominado  | [ 3 ] |
| Critics' Choice Movie Award      | 10 de enero de 2013     | Mejor actriz de reparto       | Sally Field                                          | Nominada  | [ 3 ] |
| Critics' Choice Movie Award      | 10 de enero de 2013     | Mejor reparto                 |                                                      | Nominado  | [ 3 ] |
| Critics' Choice Movie Award      | 10 de enero de 2013     | Mejor banda sonora            | John Williams                                        | Ganador   | [ 3 ] |
| Critics' Choice Movie Award      | 10 de enero de 2013     | Mejor dirección de arte       | Rick Carter, Jim Erickson                            | Nominados | [ 3 ] |
| Critics' Choice Movie Award      | 10 de enero de 2013     | Mejor fotografía              | Janusz Kamiński                                      | Nominado  | [ 3 ] |
| Critics' Choice Movie Award      | 10 de enero de 2013     | Mejor diseño de vestuario     | Joanna Johnston                                      | Nominada  | [ 3 ] |
| Critics' Choice Movie Award      | 10 de enero de 2013     | Mejor montaje                 | Michael Kahn                                         | Nominado  | [ 3 ] |
| Critics' Choice Movie Award      | 10 de enero de 2013     | Mejor maquillaje              | Lois Burwell, Kay Georgiou                           | Nominados | [ 3 ] |
| Premios Globos de Oro            | 13 de enero de 2013     | Mejor película - Drama        | Lincoln                                              | Nominada  | [ 4 ] |
| Premios Globos de Oro            | 13 de enero de 2013     | Mejor director                | Steven Spielberg                                     | Nominado  | [ 4 ] |
| Premios Globos de Oro            | 13 de enero de 2013     | Mejor guion                   | Tony Kushner                                         | Nominado  | [ 4 ] |
| Premios Globos de Oro            | 13 de enero de 2013     | Mejor actor - Drama           | Daniel Day-Lewis                                     | Ganador   | [ 4 ] |
| Premios Globos de Oro            | 13 de enero de 2013     | Mejor actor de reparto        | Tommy Lee Jones                                      | Nominado  | [ 4 ] |
| Premios Globos de Oro            | 13 de enero de 2013     | Mejor actriz de reparto       | Sally Field                                          | Nominada  | [ 4 ] |
| Premios Globos de Oro            | 13 de enero de 2013     | Mejor banda sonora            | John Williams                                        | Nominado  | [ 4 ] |
| Premios Grammy                   | 26 de enero de 2014     | Mejor álbum para película     | John Williams                                        | Nominado  | [ 5 ] |
| Premios Óscar                    | 24 de febrero de 2013   | Mejor película                | Lincoln                                              | Nominada  | [ 6 ] |
| Premios Óscar                    | 24 de febrero de 2013   | Mejor director                | Steven Spielberg                                     | Nominado  | [ 6 ] |
| Premios Óscar                    | 24 de febrero de 2013   | Mejor guion adaptado          | Tony Kushner                                         | Nominado  | [ 6 ] |
| Premios Óscar                    | 24 de febrero de 2013   | Mejor actor                   | Daniel Day-Lewis                                     | Ganador   | [ 6 ] |
| Premios Óscar                    | 24 de febrero de 2013   | Mejor actor de reparto        | Tommy Lee Jones                                      | Nominado  | [ 6 ] |
| Premios Óscar                    | 24 de febrero de 2013   | Mejor actriz de reparto       | Sally Field                                          | Nominada  | [ 6 ] |
| Premios Óscar                    | 24 de febrero de 2013   | Mejor banda sonora            | John Williams                                        | Nominado  | [ 6 ] |
| Premios Óscar                    | 24 de febrero de 2013   | Mejor sonido                  | Andy Nelson, Gary Rydstrom Ronald Judkins            | Nominados | [ 6 ] |
| Premios Óscar                    | 24 de febrero de 2013   | Mejor dirección de arte       | Rick Carter, Jim Erickson                            | Ganadores | [ 6 ] |
| Premios Óscar                    | 24 de febrero de 2013   | Mejor fotografía              | Janusz Kamiński                                      | Nominado  | [ 6 ] |
| Premios Óscar                    | 24 de febrero de 2013   | Mejor diseño de vestuario     | Joanna Johnston                                      | Nominada  | [ 6 ] |
| Premios Óscar                    | 24 de febrero de 2013   | Mejor montaje                 | Michael Kahn                                         | Nominado  | [ 6 ] |
| Premios Satellite                | 16 de diciembre de 2012 | Mejor película                | Lincoln                                              | Nominada  | [ 7 ] |
| Premios Satellite                | 16 de diciembre de 2012 | Mejor director                | Steven Spielberg                                     | Nominado  | [ 7 ] |
| Premios Satellite                | 16 de diciembre de 2012 | Mejor guion adaptado          | Tony Kushner                                         | Nominado  | [ 7 ] |
| Premios Satellite                | 16 de diciembre de 2012 | Mejor actor                   | Daniel Day-Lewis                                     | Nominado  | [ 7 ] |
| Premios Satellite                | 16 de diciembre de 2012 | Mejor actor de reparto        | Tommy Lee Jones                                      | Nominado  | [ 7 ] |
| Premios Satellite                | 16 de diciembre de 2012 | Mejor banda sonora            | John Williams                                        | Nominado  | [ 7 ] |
| Premios Satellite                | 16 de diciembre de 2012 | Mejor fotografía              | Janusz Kamiński                                      | Nominado  | [ 7 ] |
| Premios Satellite                | 16 de diciembre de 2012 | Mejor dirección de arte       | Curt Beech, Rick Carter David Crank, Leslie McDonald | Ganadores | [ 7 ] |
| Premios del Sindicato de Actores | 27 de enero de 2013     | Mejor reparto                 |                                                      | Nominado  | [ 8 ] |
| Premios del Sindicato de Actores | 27 de enero de 2013     | Mejor actor                   | Daniel Day-Lewis                                     | Ganador   | [ 8 ] |
| Premios del Sindicato de Actores | 27 de enero de 2013     | Mejor actor de reparto        | Tommy Lee Jones                                      | Ganador   | [ 8 ] |
| Premios del Sindicato de Actores | 27 de enero de 2013     | Mejor actriz de reparto       | Sally Field                                          | Nominada  | [ 8 ] |